# 耐克
Nike（Nike，官方的發音為/ˈnaɪki/，但在美國外的國家常被發音為/ˈnaɪk/）是一家美國的體育用品生產跨國公司。它的营业范围包括足部穿著、服装、设备、服裝配飾和服务的设计、开发、生产、全球化推销和销售。公司的总部位于奧勒冈州波特兰都会区的比弗頓。它是世界上最大的運動鞋和运动服装提供商，也是一个非常大的運動用品生产商。2020经济年（结束于2020年5月31日）里它的收入超额为374亿美元。2020年它在全球有76700名雇员。2020年仅耐克商标被估价为320亿美元，使得它成为最有价值的体育商务商标。2017年耐克商标的价值被估计为296亿美元。2018年按照周转总额排列的财富美国500强最大的美国公司中耐克名列第89。
1964年1月25日比爾·博威曼和菲爾·奈特合伙创办蓝带体育公司，1971年5月30正式改名为耐克公司。公司的名稱源自希臘神話中的勝利女神尼刻。除耐克商标外公司还有耐克高尔夫、耐克专业、Nike+iPod、Nike Blazers、Air Force 1、Nike Dunk、Air Max、Foamposite、耐克滑板和Nike CR7等商标。子公司包括飛人喬丹和匡威。从1995年到2008年耐克曾经拥有鲍尔冰球，此前曾经拥有科尔汉、茵寶和赫乐利国际。品牌最為人熟悉的商標包括Just Do It及Swoosh標誌。除生产体育衣着和设备外耐克还有自己的商店，名为耐克城。
耐克资助全世界许多知名运动员和体育队，2019年至2029年為美國職棒大聯盟所有球團的球衣球鞋贊助商，也是NBA、NFL的球衣贊助商。亦為世界許多個足球俱乐部及國家地區的足球隊提供球衣套件，包括切尔西、巴黎圣日耳曼、利物浦、國際米蘭、巴西、中国大陸、法國、英格蘭、荷蘭、葡萄牙、香港和美國等。

## 歷史

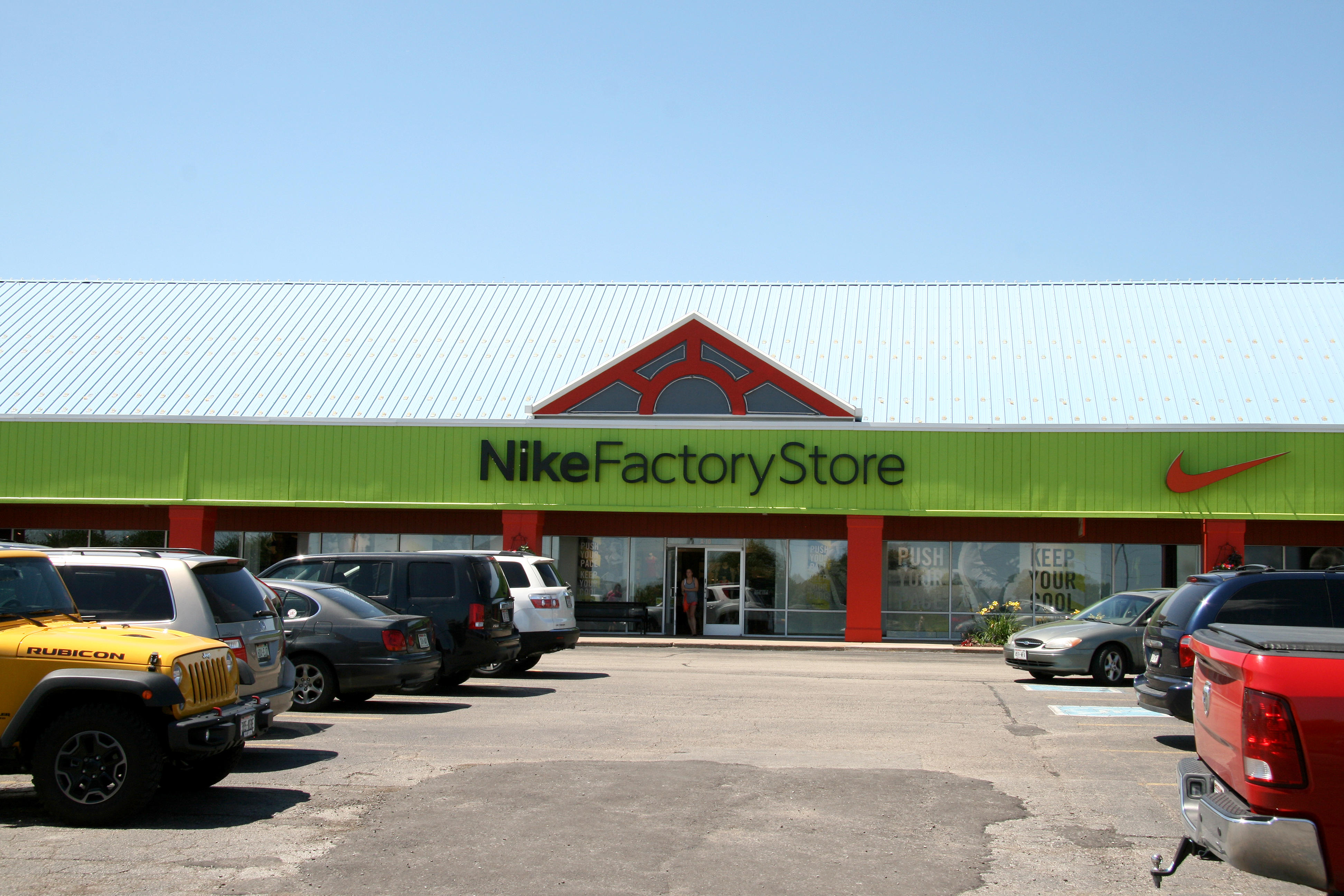
位于威斯康辛州的一座耐克临厂商店

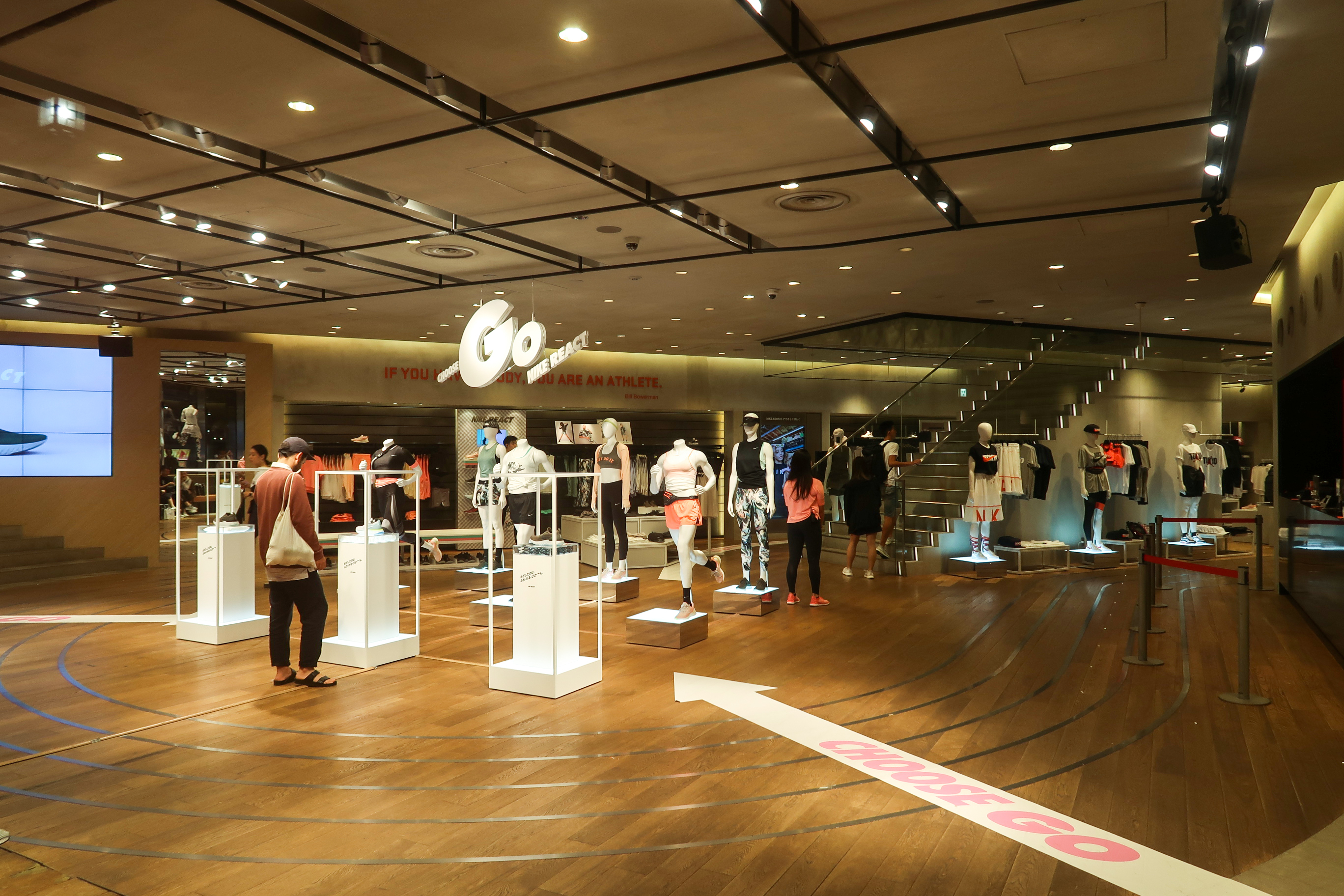
位于日本东京原宿的耐克商店

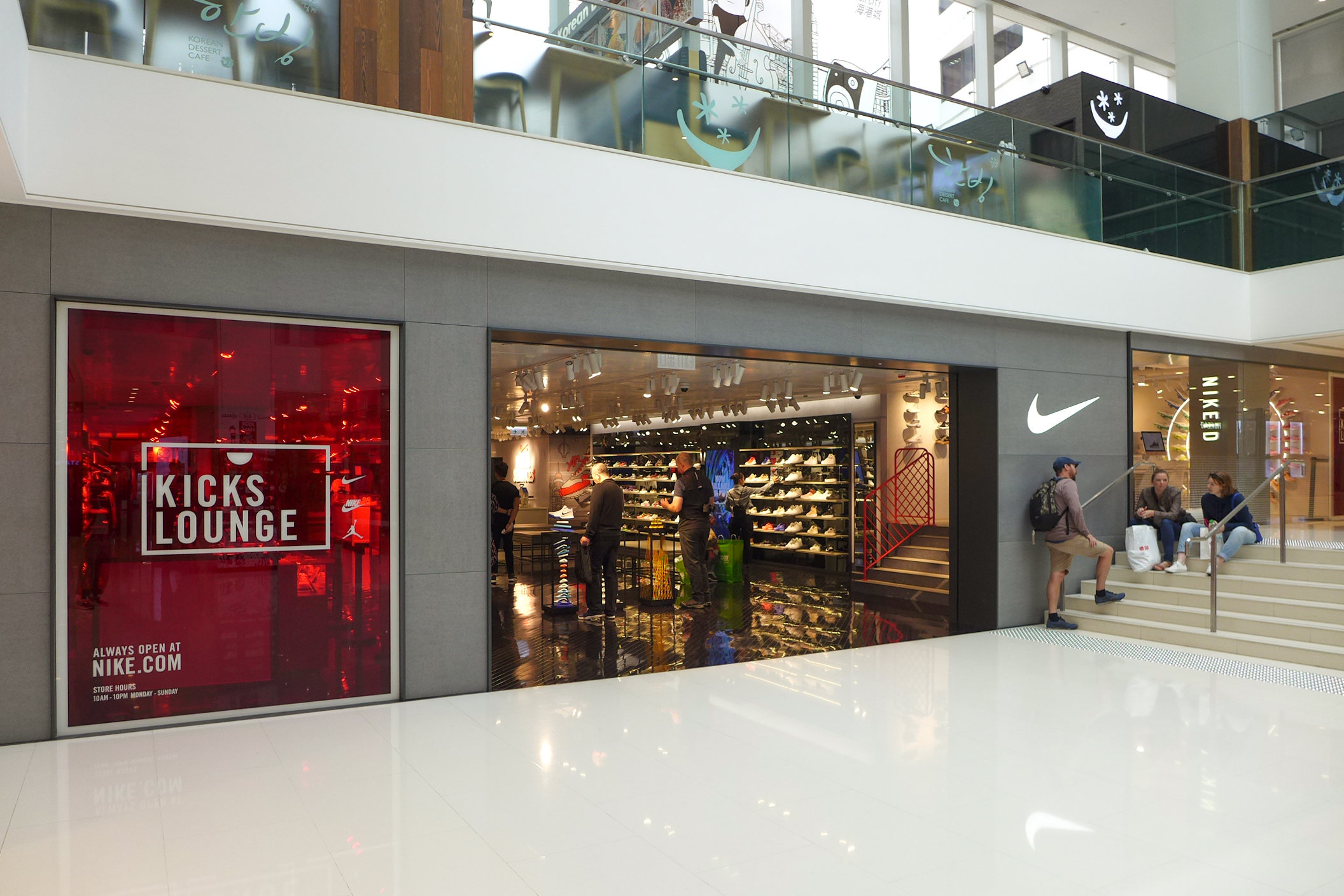
香港海港城的耐克商店

耐克是由俄勒冈大学跑步运动员菲爾·奈特和他的教练比尔·包尔曼于1964年1月25日创办的。最早的名字是蓝带体育。最初公司位于尤金，其业务是为日本的鬼冢虎（Onitsuka Tiger,现已合并入亚瑟士）跑鞋做零售。公司的大多数销售是从奈特的汽车里直接在跑道边上达成的。
据俄勒冈大学学生运动员和1960年夏季奥林匹克运动会金牌获得者奥蒂斯·戴维斯说他的教练比尔·包尔曼给他制作了第一双耐克跑鞋。这个说法与说第一双耐克跑鞋是给菲爾·奈特做的冲突。戴维斯说：“我告诉湯姆·布羅考我是第一名。我不管那些亿万富翁们怎么说。比尔·包尔曼做的第一双鞋是给我的。没人信我。事实上我不喜欢它们在我脚上的感觉。它们不提供支持，而且太紧。我看着包尔曼用窩夫烘烤模做的鞋，而且它们是给我做的。”
在其营业第一年里蓝带体育一共出售了1300双鬼冢虎跑鞋，盈利8000美元。1965年的销售总额达2万美元。1966年蓝带体育在圣莫尼卡开设了第一家零售店。1967年由于销售量不断提高，蓝带体育在美国向美国东海岸发展，在麻薩諸塞州韋爾斯利设店。
1971年蓝带体育结束与鬼冢虎的生产商鬼冢株式会社的关系。蓝带体育计划开售它自己的运动鞋，并更名为耐克。新品牌使用卡罗琳·戴维森新设计的Swoosh。1971年6月18日这个新商标首次被耐克使用。1974年1月22日耐克在美国专利及商标局注册这个商标。
1976年耐克公司聘请一西雅图公司作为其第一个廣告代理商。次年，该公司为耐克生产了其第一批题为“永无止境”的品牌广告。广告中没有显示任何耐克产品。到1980年耐克赢得美国运动员用鞋市场的50%，同年12月它首次公开募股。
威登和肯尼迪是耐克最主要的广告代理商，为耐克制作了许多印刷和电视广告。该公司的创办人之一丹·威登1988年为耐克的广告运动提出了现在著名的口号Just Do It。史密森尼学会把这个口号选入20世纪最好的5个广告口号之一。这批广告1988年7月1日首次展示。威登说这个口号的灵感来自于加里·吉爾摩被处决前的临终遗言。
1980年代里耐克扩展其生产线来包容越来越多的体育项目和向世界各地扩展。1990年耐克的总部迁到比弗頓8层楼的耐克全球总部。同年在波特蘭市中心开始了第一座称为耐克城的耐克零售店。
2015年中菲爾·奈特宣布他将在2016年辞去耐克总裁职。2016年6月30日他正式退出所有职责。馬克·帕克继任。
2019年10月约翰·多纳霍被宣布为下任耐克总裁。他于2020年1月13日继任馬克·帕克。2019年11月耐克决定停止使用亞馬遜公司平台出售他们的产品，而是要加强于自己顾客之间的关系。
2021年6月24日在一次电话会议中耐克总裁约翰·多纳霍在回答关于与中国品牌竞争的问题中说“耐克是一个属于中国、为中国服务的品牌”。

### 子公司

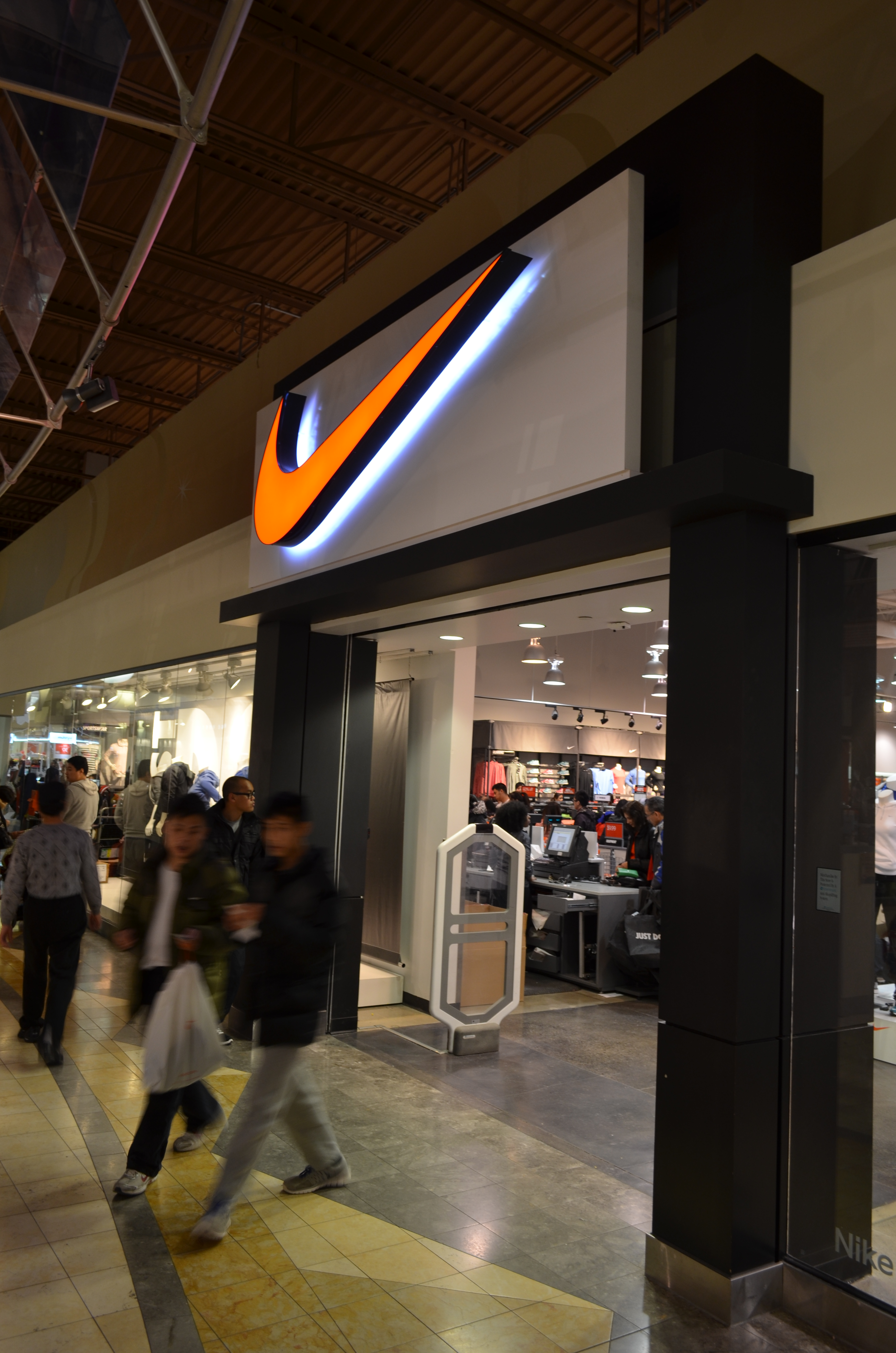
加拿大的一个耐克优惠店

在其历史中耐克收购和出售了多个衣着和鞋袜公司。最早的收购是1988年收购足部穿着公司科尔汉。随后1994年收购鲍尔冰球。2002年耐克从其创办人鮑伯·赫利手中买下滑水衣着生产商赫利国际。2003年耐克花3.09亿美元收购运动鞋公司匡威。2004年耐克收购斯达特衣着公司。2007年又收购足球队服制造商茵寶。
在2000年代里耐克又开始重新专一它的营业。2007年斯达特被出售。2008年鲍尔冰球也被出售。2012年耐克出售茵宝，2013年科尔汉。到2020年耐克只有匡威一个子公司。
2021年2月耐克收购了一个位于纽约的电子销售和计算机学习技术的专业公司。

### 财政
2013年耐克取代美国铝业公司进入道琼斯工业平均指数。
2013年12月19日耐克的季度盈利上升13%。原因是从当年4月开始全球订货的提高。12月到4月之间鞋和衣服的订货上升到104亿美元。耐克的股票在交易中提高0.6%，上升到78.75美元。
2015年12月耐克宣布将购回120亿美元股票，以及把现有的股票以1分2。降价的股票从12月24日开始交易。这是耐克公司历史上第7次分股。
2018年6月耐克宣布在当时正在进行的股票回购项目结束后将从2019年开始在此后4年中回购150亿美元股票。
2018财政年度耐克宣布盈利19.33亿美元，周转363.97亿美元，比上一财政年度提高6.0%。2018年10月耐克的股票在市场上以每份72美元交易，其市场价值被估计为1145亿美元。
2020年3月耐克报告由于新冠疫情导致的商店关闭使得在中国的销售量下降5%。这是6年来首次下降。与此同时在2020年第一季度里公司的网上销售上升36%。而且耐克个人训练应用程序在中观的销售量也提高80%。
| 年   | 收入 百万美元 | 净收入 百万美元 | 总资产 百万美元 | 每份股票价格 美元 | 职员数 |
| ---- | ------------- | --------------- | --------------- | ----------------- | ------ |
| 2005 | 13,740        | 1,212           | 8,794           | 8.75              | 26,000 |
| 2006 | 14,955        | 1,392           | 9,870           | 9.01              | 28,000 |
| 2007 | 16,326        | 1,492           | 10,688          | 12.14             | 30,200 |
| 2008 | 18,627        | 1,883           | 12,443          | 13.05             | 32,500 |
| 2009 | 19,176        | 1,487           | 13,250          | 12.14             | 34,300 |
| 2010 | 19,014        | 1,907           | 14,419          | 16.80             | 34,400 |
| 2011 | 20,117        | 2,133           | 14,998          | 19.82             | 38,000 |
| 2012 | 23,331        | 2,211           | 15,465          | 23.39             | 44,000 |
| 2013 | 25,313        | 2,472           | 17,545          | 30.50             | 48,000 |
| 2014 | 27,799        | 2,693           | 18,594          | 38.56             | 56,500 |
| 2015 | 30,601        | 3,273           | 21,597          | 53.18             | 62,600 |
| 2016 | 32,376        | 3,760           | 21,379          | 54.80             | 70,700 |
| 2017 | 34,350        | 4,240           | 23,259          | 54.99             | 74,400 |
| 2018 | 36,397        | 1,933           | 22,536          | 72.63             | 73,100 |
| 2019 | 39,117        | 4,029           | 23,717          | 86.73             | 76,700 |
| 2020 | 37,403        | 2,539           | 31,342          | 106.46            | 75,400 |
| 2021 | 44,538        | 5,727           | 37,740          |                   | 73,300 |

### 标志演化
- 1964年–71年（蓝带体育公司标志）
- 1971年–78年
- 1978年–95年 [note2 1]
- 1995年–今

注脚
1. ↑  在一些装红盒子的复古产品上还使用这个标志

## 主要產品

### 体育衣着

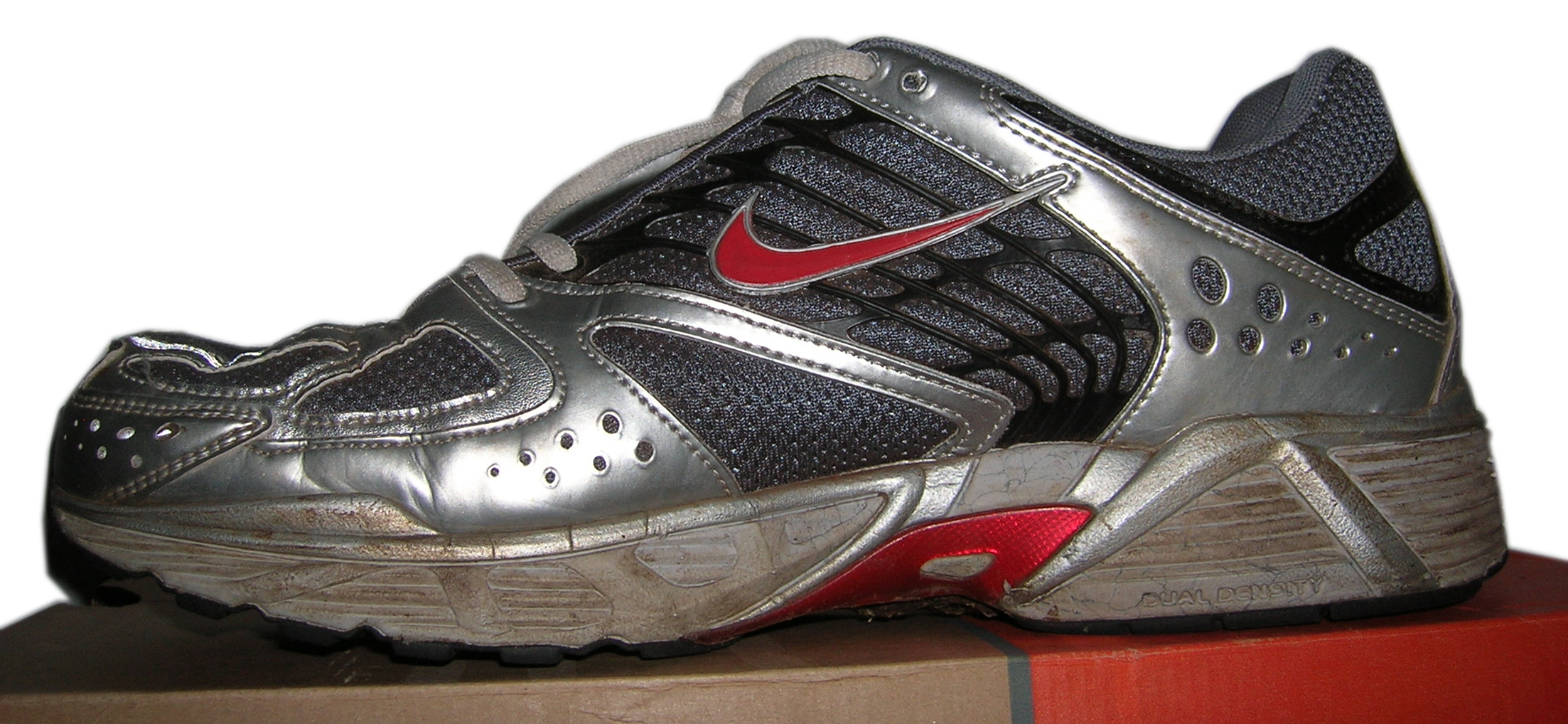
Nike Zoom Elite 2 運動鞋

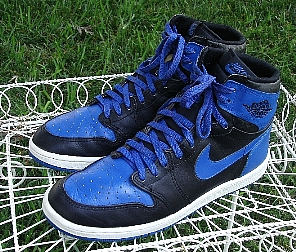
一雙耐吉飛人喬丹I型籃球鞋

耐克生产大量不同的体育设备和衣服。公司最早的产品是跑鞋。1987年耐克首次推出Nike Air Max系列跑鞋。此后被引入其它系列比如1992年引入的Air Huarache。最近的新系列包括耐克6.0、麦克NYX和专门为滑板活动设计的耐克滑板鞋。耐克最近也设计了新的曲棍球鞋，据耐克自己的介绍它比竞争者的鞋轻20%。2008年耐克引入一款新的篮球鞋，Air Jordan XX3。
除运动鞋外耐克的产品还包括为体育运动设计的球衣、短裤、防滑鞋底、内衬等，支持的体育运动包括男子、女子以及儿童足球、篮球、田径、搏击运动、网球、美式足球、高尔夫球、冰球和交叉训练。耐克出售的鞋包括滑板、棒球、自行车运动、排球、摔跤、競技啦啦隊、袋棍球、曲棍球、水上运动、赛车和其它竞技和休闲运动。耐克与苹果公司合作开发Nike+iPod产品。通过无线电鞋里的设备可以与iPod nano连接监视运动员的表现。这些产品能够提供有用的统计数据。但是研究者发现他们可以在無線感測網路内使用遥感设备在18米以外确定用户的射频识别设施。
2004年耐克开始SPARQ训练项目和部门。一些耐克最新的高档鞋含有Nike Flywire和Lunarlite Foam来减轻重量。2006年引入的Air Zoom Vomero跑鞋已经达到第11代。它拥有多项创新技术，其中包括全掌气垫鞋垫、外部后衬、抗震脚跟垫和保持合脚性的技术。

### AIR MAX
使用外露的气垫減震和提升回彈力的跑鞋。详见条目 Nike Air Max

#### AIR
使用气垫减震为特色的跑鞋。

#### FREE
有着“赤足”体验感的NIKE FREE系列從2005年推出，雖然不斷搭配其他科技，打造更適合跑者的跑鞋，但始終都以要讓運動的雙腳能"自由律動"為目標，這是NIKE FREE系列不變的初衷。NIKE FREE系列又分為3.0、4.0、5.0三種鞋款，3.0、4.0、5.0等數字代表著Nike Free鞋底的等級，數字越小越接近赤足般的穿著感受而且外底更加輕便靈活，數字越大則代表支撐性越強。

#### FLYKNIT
從2012年起，NIKE推出FLYKNIT系列，運用新的NIKE FLYKNIT技術，鞋面透過編織設計，加強性能，以編織工藝建構所有的結構與支撐，在不同的地方挑選適合的紗線及面料，造就著輕薄合腳的鞋面，搭配上FREE、LUNAR等不同功能的鞋底，提供各種類型的運動員，舒適輕便的運動鞋。
Pegasus
從1983年開始，截至2024年，已經發展到41代的跑鞋，鞋面從以往的網布車縫，逐漸演進到活動繩的應用以及盡量用熱壓貼合的輕便簡潔設計，擄獲許多愛好跑步的使用者，也幫助跑者有更好的使用體驗。

### 籃球鞋
Air Force 1, Air Flight, Air uptempo, Air Jordan系列, Air Pippen, Air Zoom GP, Air Max Penny, Air Garnett, Air Max Duncan, Kobe, Lebron, KD, Kyrie, Paul George, Hyperdunk, Hyperfuse, Hyperrev, Hyperquickness, Hyperlive,Zoom Freak,GT cut,
GT jump,GT run

### 足球鞋

#### Mercurial Vapor
NIKE公司为速度型球员推出的一款速度型战靴，以其瘦削的鞋型，轻便的重量，独特的大底而著称。

#### Magista
耐克一贯的目标都是根据运动员的实际需求而推出更能提升运动表现的产品，让运动员得以最大限度地发挥自己的独特技能。经过耐克运动研究实验室四年的研发，Magista的登场着实震撼了全球。它顶着CTR360的继任者名号而来，官方中文名“鬼牌”首先就让人大感惊异。 
鬼牌的属性定义为“Create”，即“创造”。球场上的任何位置都具有创造力，球鞋的选择并非局限于场上司职的某个位置，而是选择这个属性的球鞋能帮助你在场上表现出更佳的创造性。“中帮”的外形颠覆了人们对于足球鞋的惯常印象，接着耐克最新的Flyknit针织面料也真的应用在比赛强度极高的足球运动上，这就引发了可能是足球鞋历史上最大的反响之一。

#### Tiempo
1984年,NIKE正式开始了足球产品的开发，他们的第一双足球产品就叫做Tiempo。当时分为Tiempo M系类和Tiempo D系列，就类似于我们现在的FG和SG。
1988年,NIKE推出了自己的第一双专业足球鞋Air Strike，这双鞋当然也是Tiempo系列。
到了1994年,NIKE推出了他们足球鞋历史上最重要的一款产品,也是最经典的一款产品——Tiempo Premier
也正是这款鞋,奠定了NIKE足球鞋的市场地位。
Tiempo可以说是nike历史上寿命最长的鞋子，尽管这么长时间过去了，它还是很多球星的第一选择。
因其出色的稳定性和对比赛的掌控能力。前不久传奇四代也出了，依旧延续了袋鼠皮顶级的质感，更多的加强了刺客的飞线系统，在设计师们的智慧结晶下实现了二者的完美结合。再加上轻量化的势头，碳底也应运而生。

#### Hypervenom
耐克足球设计团队透過观察当今足球中前锋球员的变化趋势，设计出了“毒蜂”足球鞋。“耐克‘毒锋’的诞生是对足球比赛发展趋势的回应。球员们希望变得更快，这不仅仅是指奔跑的速度更快，更意味着在狭小空间内处理球的速度更快。他们希望创造本不存在的机会。‘毒锋’设计的初衷是为了帮助更多前锋在禁区内创造更多稍纵即逝的机会，以对抗当今球场上更加快速的防守球员。” 德科维奇说。
NIKESKIN鞋面
设计团队认为这款新产品必须是球鞋制造方式的革命创新。
“一般来说，一款新的球鞋会注重提升舒适性、鞋面材质、鞋底和鞋钉配置。‘毒锋’ 球鞋在以上几方面采用了全新的解决方案。” 德科维奇说道。
“毒锋”的鞋面采用新的 NIKESKIN 系统。 NIKESKIN 采用柔软的网面材质结合聚氨酯薄膜{#注：这种面料在中国大陆的足球发烧友当中常被称作*袋鼠皮*,因其触感与表面质感接近于袋鼠皮肤，故称，但并非真正袋鼠皮肤所制。在中国大陆的一些电商例如淘宝等常以“袋鼠皮”标榜售卖耐克此系列的足球鞋，颇受足球玩家欢迎。不过此类面料不止用于耐克毒蜂系列足球鞋，以上述工艺所制的其他品牌或类型的鞋子的网面也常被称作“袋鼠皮”。#}，再加入耐克ACC科技 (All Conditions Control Technology)。ACC科技确保无论在潮湿或干燥条件下，球鞋对足球具有同等的控制能力。
德科维奇补充说：“网面材质使球鞋具有非凡的舒适度和触感。球员们希望我们打造一款尽量接近赤足踢球感觉的球鞋，网面的运用让我们更近了一步。耐克ACC技术能够保持网面干燥，但不会降低球鞋的柔韧度和舒适感，因而不会影响球鞋的赛场表现和设计初衷。”
完美鞋楦及外底
“毒锋”还采用了一款全新的鞋楦，此款鞋楦着重于去除内嵌材质，使足部更接近场地和足球。
耐克与几位世界顶级足科医生合作，创造了一款前掌分离外底——它能帮助球员迈出摆脱后卫时尤为关键的第一步。其效果可见于前脚掌的凹处，它能够帮助第一块跖骨快速启动，正是这一部位决定了脚部启动的反应时间。
外底的底部采用压缩尼龙，使得鞋底更轻、响应更快，有助于传递力量且非常轻盈。精心設計的鞋钉的构造和长度，能使鞋底能快速抓地并更迅速启动。所有的设计创新都帮助球员比以前更快创造空间。

#### nike football X
Nike在2015年出的，分為 TF 和 IC ,有 mecurialX , magistaX 和 hypervenomX ，都是高幫的，底幫的。

#### CR7
耐克为C罗打造的系列

### Nike Vaporfly

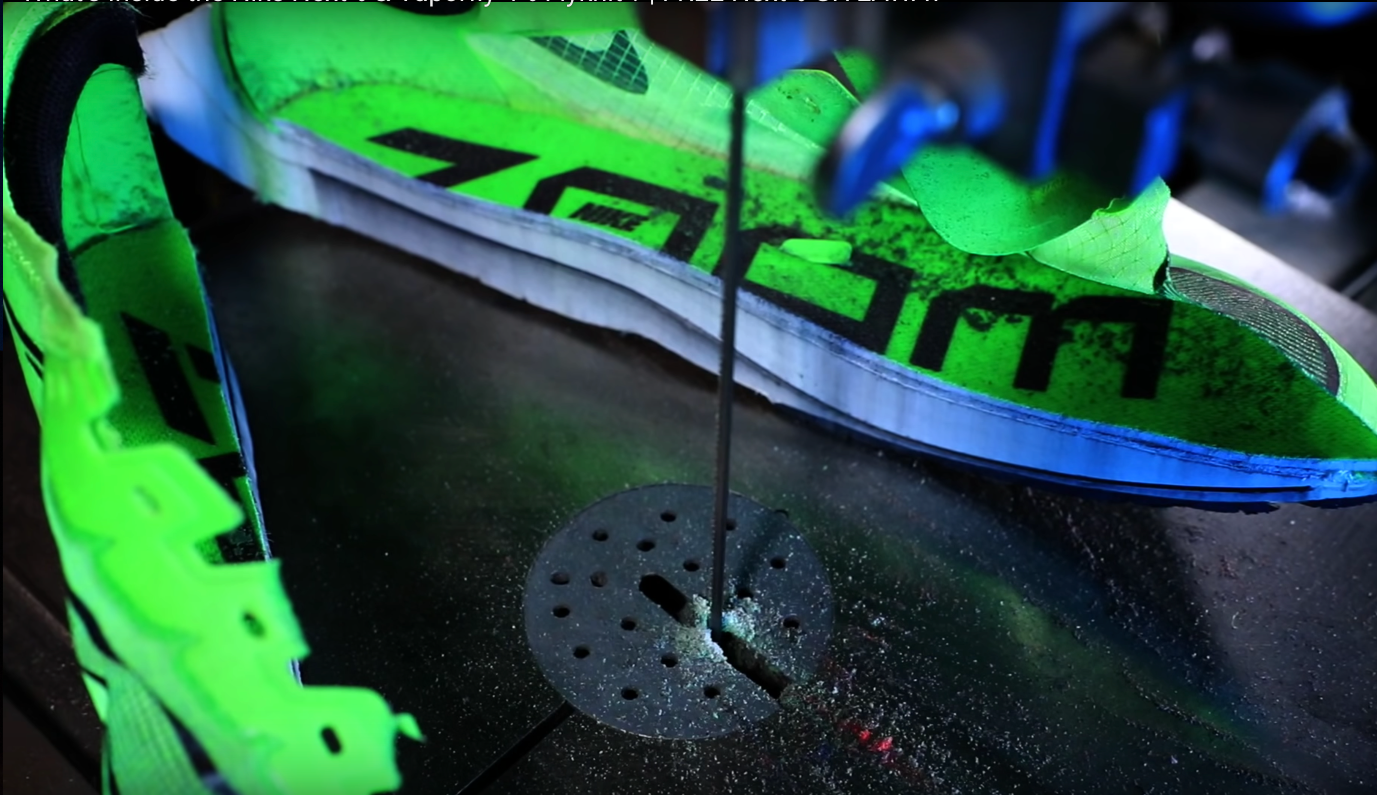
被切成两半的Nike Vaporfly来显示其鞋底的层次组成。深灰色的线是碳纤维层

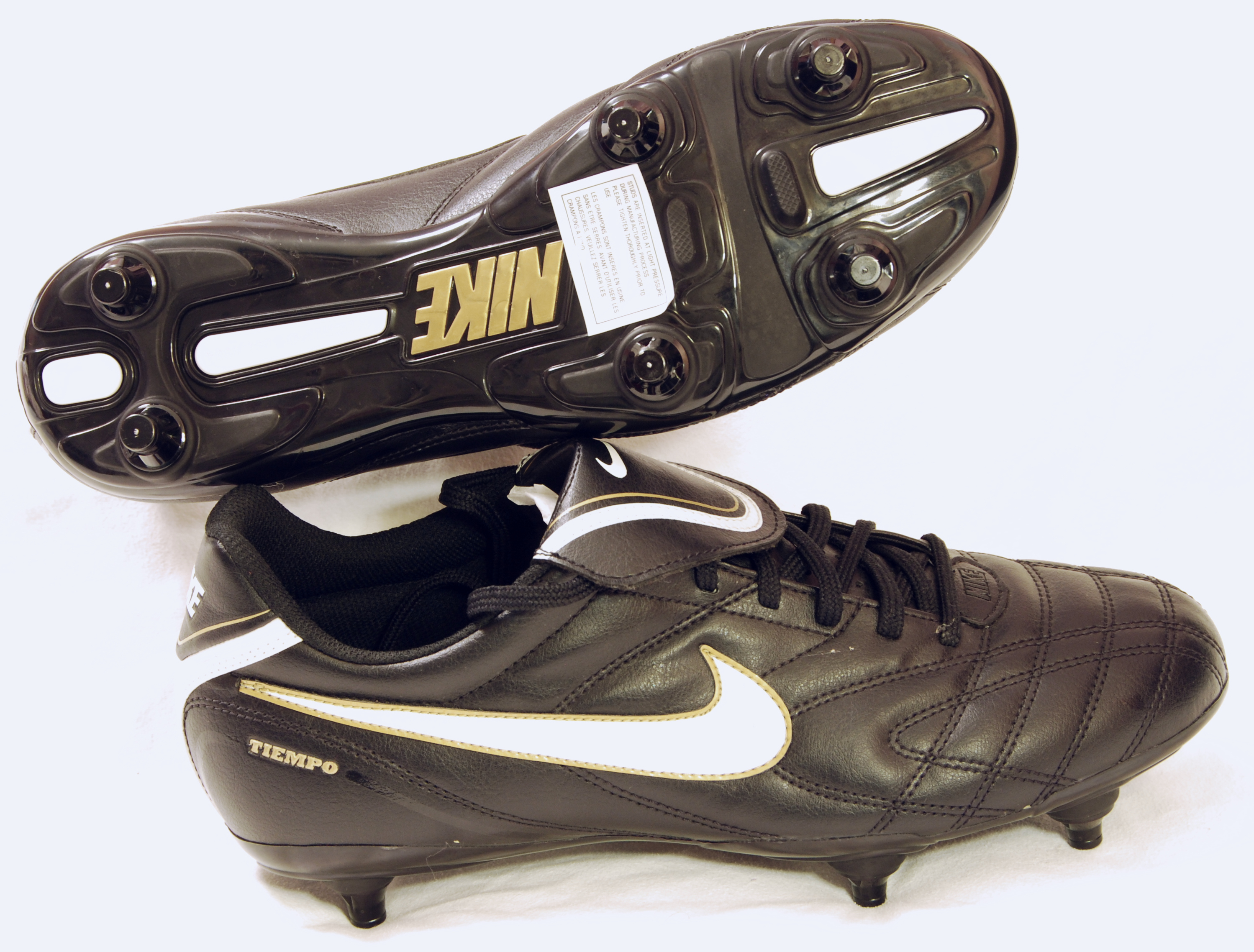
Nike Cleat

2017年耐克推出Vaporfly，它很受欢迎，加上它的表现使得它成为一个新的跑鞋系列。研究证明它的新技术组成可以为长跑时间成绩提高4.2%。鞋底由泡沫物质组成。这种材料比一般跑鞋里的材料弹性高和轻，它也被用在飞机的隔热层里。在泡沫物质的当中有一层全长的碳纤维层，它的“设计在于提高每步的弹性”。

### 时尚

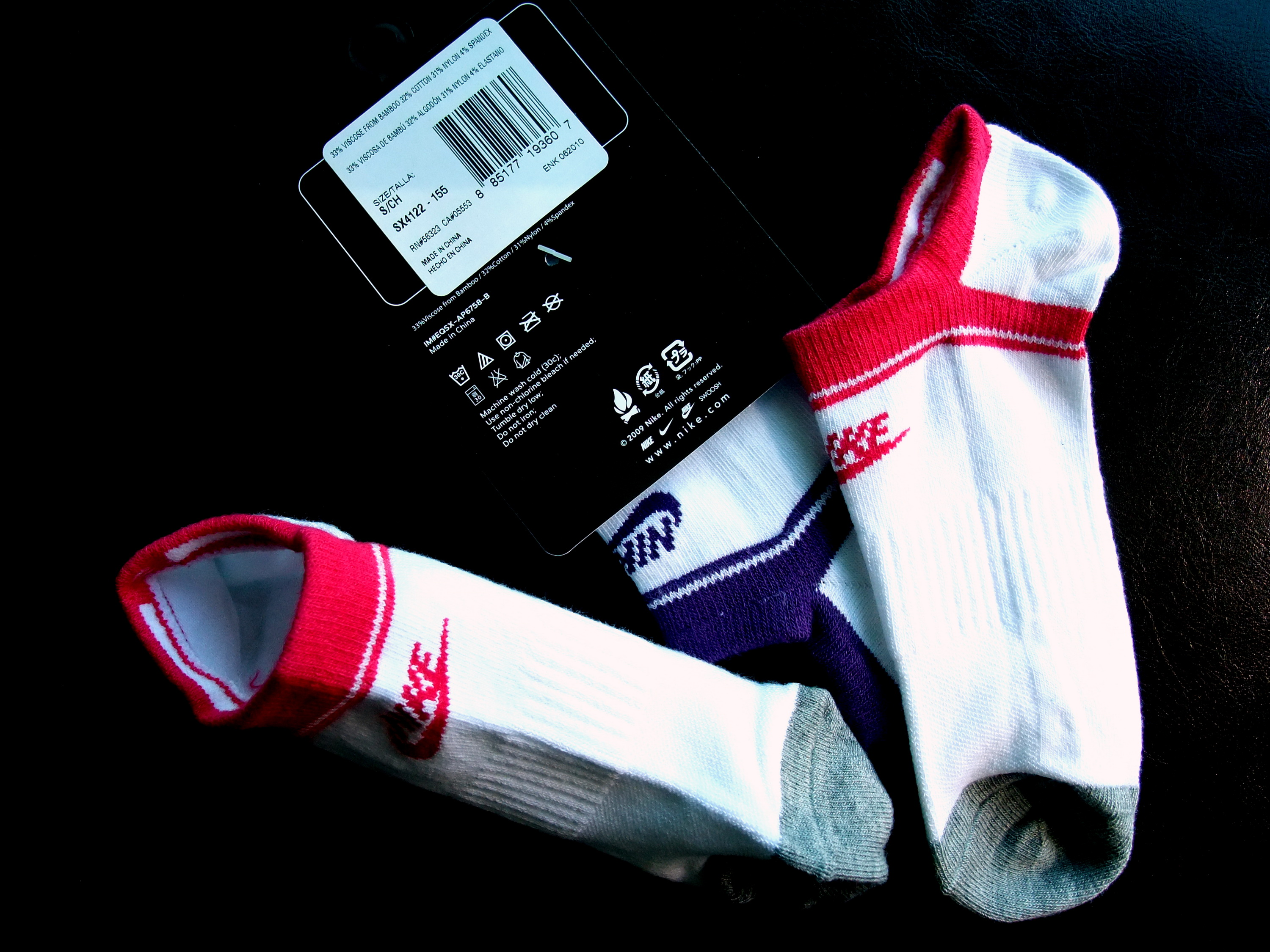
带防冲的耐克袜子

耐克品牌以及它非常显著的V形标志很快成为嘻哈時裝的一种身份象征，原因是因为它往往被与体育成就联系到一起。从1980年代初开始耐克的衣着成为美国青年时尚主流的一股。尤其运动衣、棒球帽、飛人乔丹、Air Force 1和装备有厚的空气垫橡胶，带有蓝色、黄色、绿色、白色或红色鲜艳的边缘的Air Max跑鞋成为时髦货。限量版的跑鞋和在一些地区事先发行的原型成为运动鞋收集的热手货。
1990和2000年代里美国和欧洲青少年流行团体开始把跑鞋、緊身褲、运动衣与一般的日常衣着如牛仔裤、裙子、绒线裤、袜子和外套结合在一起。
2000年代末到2010年代里嘻哈文化和小孩子开始在日常生活中穿耐克的篮球袜。本来这些袜子只有纯黑色或白色的。后来受篮球服的影响这些耐克篮球袜也变得色彩鲜艳。它们往往印有大胆鲜艳的抽象图像设计、名人图像和电子印刷的徒手画。
2015年耐克推出一款自动系带的鞋，这款鞋是模仿《回到未來II》里的鞋设计的，它最初的发行有限，仅仅在为迈克尔·J·福克斯基金会募捐的拍卖中可以买到。2016年有进行了一次拍卖。
耐克引入了一个新的主要顾及时尚，而不是顾及体育衣着的高级系列。
2017年3月耐克宣布将为200多个产品生产大型衣着。
与此同时耐克又推出Chuck Taylor All-Stars的现代版。这个新版结合了经典的篮球运动鞋，在里面加上飛人佐敦的泡沫鞋垫和鞋帮的环形缝纫。

### 收藏
2019年7月23日在蘇富比的拍卖中一双耐克跑鞋被抬价到43万7500美元。这双被称为“月鞋”的跑鞋是耐克创办人之一和长跑教练比尔·包尔曼为参加1972年奥林匹克运动会的运动员设计的。出价者是一名加拿大投资者和汽车收集者。他曾经出价85万美元买下99双少有的有限版运动鞋。这是至今为止为一双运动鞋出的最高价。此前的记录是2017年出价19万0373美元，买下的是匡威设计的一双鞋。据说1984年奥林匹克运动会篮球决赛时迈克尔·乔丹穿的正是这双鞋。

## 总部
耐克世界总部被比弗頓市区环绕，但是它所在的地面却是華盛頓縣的非建制地區。比弗頓市试图强迫把耐克总部的地方并入市区，这最终导致法庭审判。耐克的游说最后导致2005年俄勒冈议会通过第887号法律。根据这条法律比弗頓市在今后35年内不准并入耐克和美國哥倫比亞運動服裝公司的地盘，而电子科学工业和泰克的地盘则受30年保护。耐克计划在它的总部扩建3200万平方英尺。

## 網球
Nike與已多次合作的Virgil Abloh以及美國網球巨星Serena Williams推出三方聯乘系列，於2018年8月美國網球公開賽上著上系列的衣服。

## 赞助

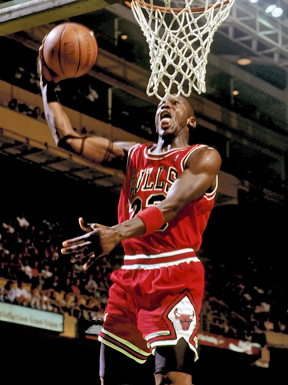
迈克尔·乔丹（1987年照片）帮助提高耐克的销售

耐克赞助许多不同体育项目的顶尖运动员使用其产品和为其技术和设计做广告。耐克赞助的第一名职业运动员是罗马尼亚网球运动员伊利耶·納斯塔塞。第一名被赞助的跑步运动员是长跑运动员史蒂芬·普雷馮丹。普雷馮丹是耐克创办人之一比尔·鲍曼的学生，鲍曼在俄勒冈大学曾经教练他。今天耐克总部的史蒂芬·普雷馮丹楼以他命名。耐克唯一制作的受它赞助的运动员的像也是史蒂芬·普雷馮丹。
耐克还赞助了塞巴斯蒂安·柯伊、卡尔·刘易斯、杰姬·乔伊娜-克西、麥可·詹森和艾麗森·菲利克斯等其他许多田径运动员。1984年耐克与篮球运动员迈克尔·乔丹签署合同，乔丹在他的生涯中始终为耐克做广告，是耐克的出名度大增和销售提高的主要原因之一。

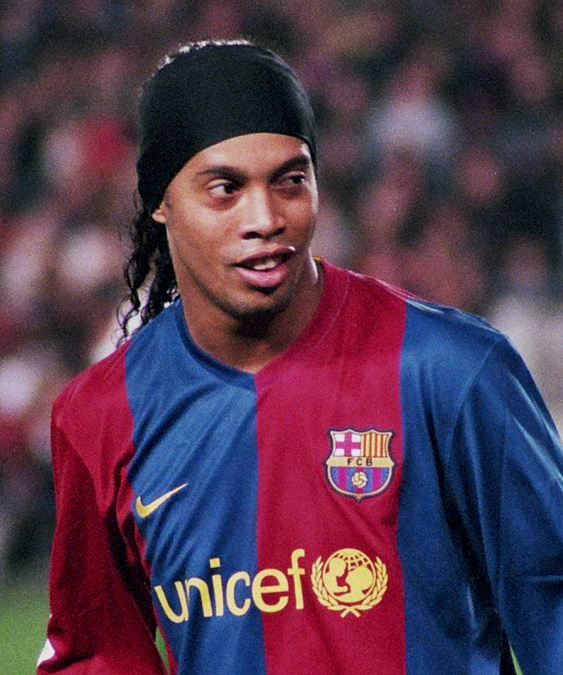
2005年罗纳尔迪尼奥（2007年在巴塞罗那的照片）在耐克的一个广告中出现，该广告在YouTube上称为网络爆红短片，成为YouTube第一个获得上百万次观看的影片

耐克是宾夕法尼亚州立大学运动员项目的重要资助者，1900年公司总部的儿童开发中心开办时以喬·帕特諾命名。由于宾州大学性侵犯丑闻耐克宣布将移除帕特諾的名字。2012年7月12日关于该丑闻的报告发表或耐克总裁宣布立刻把喬·帕特諾的名字从儿童开发中心移除。中心没有获得新名字。

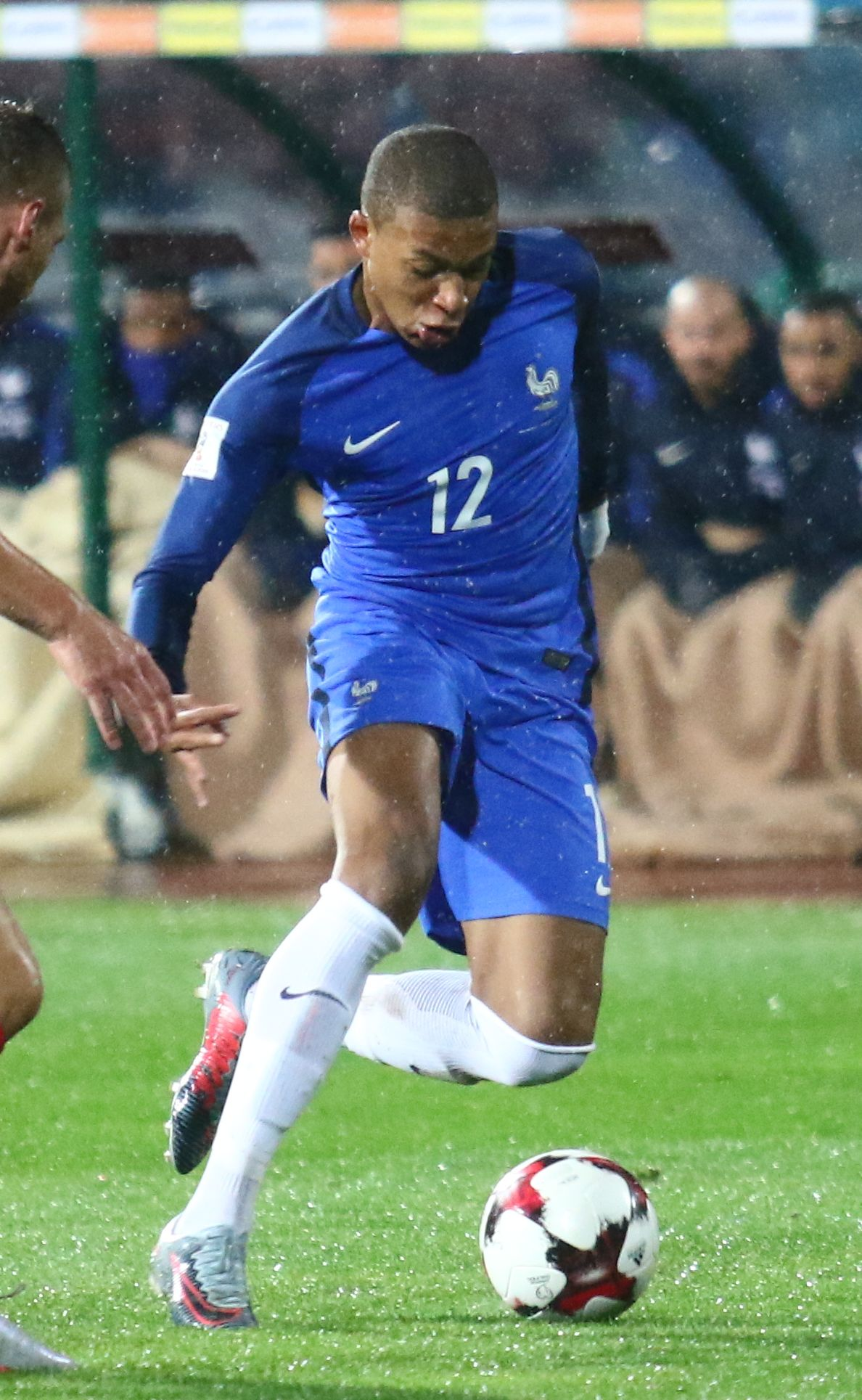
法国足球运动员基利安·麥巴比

1990年代初耐克大力跻身纳入足球事业，赞助著名和有魅力的球员如罗马里奥、埃里克·坎通纳和埃德加·戴维斯。此后耐克继续在足球投资，他们赞助的明星球员包括罗纳尔多、罗纳尔迪尼奥、弗朗切斯科·托蒂、蒂埃里·亨利、迪迪埃·德罗巴、安德烈斯·伊涅斯塔、韦恩·鲁尼等。直到今天依然有许多明星受到耐克赞助，其中包括基斯坦奴·朗拿度、兹拉坦·伊布拉希莫维奇、内马尔、哈里·凱恩、伊登·夏薩特和基利安·麥巴比等。
2012年耐克与亚洲足球联合会结成贸易伙伴。2014年8月耐克声明在2014/15赛季后他们将不再演唱为曼彻斯特联足球俱乐部的球衣合同，原因是费用提高。从2015/16年赛季开始愛迪達为曼联提供球衣，合同的期限是创纪录的10年，总额至少7.5亿英镑。耐克依然为许多顶级俱乐部提供球衣：巴塞罗那足球俱乐部、巴黎圣日耳曼足球俱乐部和利物浦足球俱乐部以及巴西、法国、英国、葡萄牙、荷兰和其它许多国家的国家队的球衣。
耐克赞助许多一流网球运动员。耐克品牌在网球方面的商业成果与它赞助世界上最有名、最富魅力的球星息息相关。其中包括1980年代約翰·麥肯羅、1990年代安德烈·阿加西和皮特·森柏斯以及21世纪初罗杰·费德勒、拉斐爾·拿度、塞雷娜·威廉姆斯和玛丽亚·莎拉波娃。
老虎伍茲生涯的大多数时候受到耐克赞助。而且即使在他生涯最有争议的期间耐克依然支持他。2013年1月耐克与当时的第一号高尔夫球手羅伊·麥克羅伊签署了一份为期10年的赞助合同，总额达2.5亿美元。这份交易还包括麥克羅伊将使用耐克的高爾夫球桿，尼克·佛度事先评论说此举对麥克羅伊有可能很“危险”。
从2005年开始耐克赞助印度國家板球隊的球衣。2013年2月21日耐克宣布停止与南非残废人运动员奧斯卡·皮斯托利斯的合同，原因是皮斯托利斯被告谋杀。
2015年耐克与NBA签署为期8年的合同，取代此前球衣赞助者爱迪达，耐克由此巩固加强了它在篮球领域的地位。从2017/18年赛季开始联赛所有球员都要穿有Swoosh标志的球衣和短裤。耐克与迈克尔·乔丹的合作非常成功，创建了飛人佐敦的品牌，此后耐克继续与篮球最大的明星合作。与勒布朗·詹姆斯合作的口号为“我们都是见证人”。与飛人佐敦一样勒布朗·詹姆斯的品牌非常受欢迎。耐克为勒布朗·詹姆斯选的口号描写了勒布朗·詹姆斯正在冲向NBA新球王的过程。一些NBA球员有特别为他们设计的签名的鞋，其中包括科比·布莱恩特、贾森·基德、文斯·卡特，最近享有这个特殊待遇的球员有勒布朗·詹姆斯、凯文·杜兰特和保罗·乔治等。
CNN的新报道说2018年耐克为销售和赞助合同支付了115亿美元，占其总销售额的三分之一。耐克和飛人佐敦品牌共赞助NCAA比赛中85名运动员。

### 贊助球隊
- 足球：
  - 國家隊或地区：
    - 亞洲： 澳洲、中國、香港、新加坡、韓國
    - 歐洲： 阿塞拜疆、克罗地亚、英格蘭、愛沙尼亞、芬蘭、法國、希臘、荷蘭、挪威、波蘭、斯洛伐克、斯洛文尼亞、土耳其
    - 北美洲： 加拿大、美國
    - 南美洲： 巴西、烏拉圭
    - 非洲：尼日利亚

  - 俱乐部：
    - 英格蘭超級足球聯賽：布莱顿、切尔西、热刺
    - 英格蘭足球冠军聯賽：伯明翰、
    - 西班牙甲組足球聯賽：馬德里竞技、巴塞罗那、埃爾切、馬略卡
    - 西班牙足球乙级聯賽：安道爾
    - 意大利甲組足球聯賽：國際米蘭
    - 意大利足球乙级聯賽：阿斯科利、科森扎（英语：Cosenza Calcio）
    - 德國足球甲組聯賽：弗赖堡、禾夫斯堡
    - 德國足球乙级聯賽：柏林赫塔、埃爾弗斯貝格、凱沙羅頓
    - 德國足球丙级聯賽：普鲁士明斯特、汉莎罗斯托克、韦恩威斯巴登
    - 法國足球甲級聯賽：昂熱體育會、蒙彼利埃、巴黎圣日耳曼、圖盧茲
    - 法國足球乙級聯賽：格勒諾布爾
    - 奥地利足球超级联赛： 格拉茨
    - 亞塞拜然足球超級聯賽： 沙巴（英语：Sabah FC）
    - 比利時足球甲級聯賽： 亨克、聖基萊斯聯、韋斯達路
    - 保加利亞足球甲級聯賽： 盧多格德斯
    - 丹麥足球超級聯賽： 洛斯查蘭特
    - 希臘超級足球聯賽： AEK雅典
    - 匈牙利足球甲級聯賽： MTK布達佩斯、帕克斯
    - 以色列超級足球聯賽： 阿舒多
    - 哈薩克超級足球聯賽： 艾斯坦拿
    - 荷蘭甲組足球聯賽： AZ
    - 北愛爾蘭足球超級聯賽： 科爾雷因、拉恩
    - 挪威足球超級聯賽： 白蘭恩、史達比克
    - 波蘭足球甲級聯賽： 羅切霍茹夫、施拉斯克、華達普斯納（英语：Warta Poznań）、路賓
    - 葡萄牙足球超級聯賽： 艾華卡（英语：F.C. Alverca）（自2025–26赛季起）、士砵亭
    - 羅馬尼亞足球甲級聯賽： 克盧日、化奴、布加勒斯特星隊、靴曼斯達特（英语：FC Hermannstadt）、雅施、禾倫達利
    - 俄罗斯足球超级聯賽： 安郅、苏维埃之翼、圣彼得堡泽尼特、莫斯科斯巴达
    - 斯洛伐克足球超級聯賽： 斯利納
    - 瑞典足球超級聯賽： AIK蘇納、布洛馬波卡納
    - 瑞士足球超級聯賽： 年青人、蘇黎世
    - 土耳其足球超級聯賽： 安塔利亞（英语：Antalyaspor）、里澤（英语：Çaykur Rizespor）、加斯安塔、卡塞利
    - 烏克蘭足球超級聯賽： 迪尼普第一、高洛斯、亞歷山德里亞、普列斯亞、禾斯克拉
    - 阿根廷足球甲級聯賽： 聖羅倫素
    - 巴西甲組足球聯賽： 哥連泰斯
    - 哥倫比亞超級足球聯賽： 國民競技
    - 巴拉圭足球甲級聯賽： 奧林比亞會
    - 秘魯超級足球聯賽： 利馬聯
    - 墨西哥足球超級聯賽： 普馬斯
    - 日本J1聯賽： 鹿島鹿角、浦和紅鑽、廣島三箭
    - 中國足球超級聯賽： 所有參賽球隊
    - 中国足球甲级联赛： 当赛季由中超联赛降级而来的球队（属中超联赛赞助合同范畴，耐克对该等球队有一年赞助期）
    - 香港超級足球聯賽：傑志
    - 馬來西亞超級足球聯賽：柔佛DT
    - 沙烏地職業足球聯賽：伊蒂哈德、艾卡迪斯亞
    - 泰國甲組聯賽：巴吞聯
    - 阿聯酋阿拉伯海灣聯賽：艾阿恩

- 籃球
  - 國家隊或地区：美國國家籃球隊、中国国家篮球队、香港男子籃球代表隊、中華台北男子籃球代表隊、菲律賓國家男子籃球隊
  - 篮球协会：國家籃球協會（NBA）
  - 球會：裕隆恐龍籃球隊、台灣啤酒籃球隊、台灣銀行籃球隊
- 棒球
  - 國家隊：韓國棒球代表隊
  - 棒球聯盟：MLB
  - 球會：西武獅、義大犀牛→富邦悍將、統一7-ELEVEn獅
- 橄榄球
  - 橄榄球联盟： 国家橄榄球联盟（NFL）

### 赞助选手
- 籃球：麥可·喬丹、 保羅·喬治、揚尼斯·安戴托昆波、凱文·杜蘭特、拉塞尔·威斯布鲁克、易建聯、陳信安、曾文鼎、陳志忠、周士淵、呂政儒、楊哲宜、陳建州、林志傑、何守正、顏行書、陳世念、許皓程、楊敬敏、吳岱豪、田壘、蘇翔翊、林宜輝、岳瀛立、周儀翔、鄭人維、蔡文誠、陳世杰、賴國弘、劉錚、張羽霖、洪志善、劉義祥、簡浩、陳順詳、錢薇娟、文祺、田臥勇太、五十嵐圭、櫻井良太、大神雄子、郭艾倫
- 棒球：王建民、胡金龍、陳金鋒、林恩宇、林英傑、彭政閔、陳致鵬、陳江和、張泰山、林岳平、潘威倫、高志綱、城島健司、松坂大輔、達比修有、松井稼頭央、野茂英雄、稻葉篤紀、阿部慎之助、中村紀洋、岩村明憲、上原浩治
- 足球：、罗纳尔迪尼奥、鲁尼、伊布拉希莫维奇、中田英壽、高原直泰、稻本潤一、長友佑都、马里奥·格策、大卫·路易斯、蒂亚戈·席尔瓦、蒂姆·霍华德
- 田径：刘翔、邢慧娜、史冬鵬、易緯鎮、楊俊瀚、陳傑、潘柏宇、梁澤敬、向俊賢
- 超級馬拉松：林義傑
- 游泳：吳鵬、菲爾普斯
- 網球：莎拉波娃、晏紫、孫甜甜、李娜、纳达尔、凱蒂·博爾特、卡洛斯·阿尔卡拉斯
- 高爾夫球：老虎伍兹、麦克罗伊、魏聖美
- 排球：洛根·湯姆

## 争议

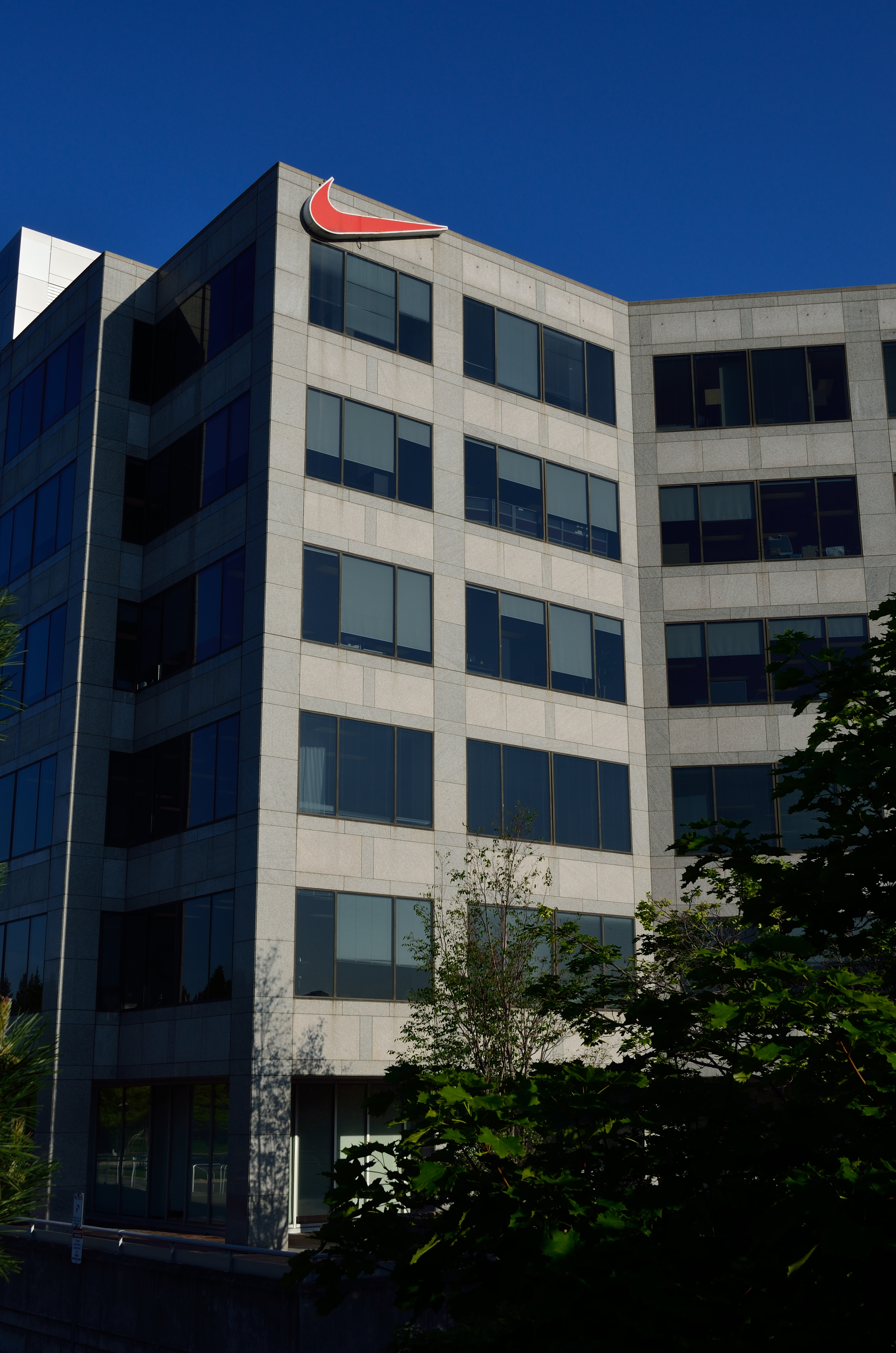
耐克北美办公室

耐克与700多个商场签有合同，在美国以外45个国家有办公室。大多数耐克的工厂在亚洲，其中包括印度尼西亚、中国、台湾、印度、泰国、越南、巴基斯坦、菲律宾和马来西亚。耐克不愿公开它与之合作的公司的信息。但是由于一些组织的批评耐克在它的公司管理报告中公开了它签约的工厂的信息。

### 血汗工廠
1990年代里耐克因为使用血汗工廠受批评。同年在华盛顿特区和波士顿等城市爆发示威抗议耐克使用童工和血汗工厂。耐克被批评在中国、越南、印度尼西亚和墨西哥与所谓的血汗工厂签署合同。据社会活动组织越南劳工观察报道虽然耐克声明耐克在越南的工厂不再违反越南最低工资和加工法律，但是实际上到1996年为止那里的工厂依然无薪加班。耐克尤其被批评在海外自由貿易園區生产大多数产品，而在那里工作条件往往很恶劣，工人受剥削。娜欧米·克莱因在她的《No Logo》以及麥可·摩爾在他的纪录片中都记录了这些违法行为。
多个学院和大学，尤其反全球化运动组织和反血汗工厂组织发动活动抗议。
2011年7月耐克公布生产匡威的工厂中有三分之二没有能够达到公司对工人对待的标准。2011年7月美联社报道在耐克印度尼西亚的一个工厂里工人不断被工头滥用。

### 非法雇佣童工
1990年代，耐克在柬埔寨和巴基斯坦的工厂中面临着生产足球的工厂非法雇佣童工的批评。尽管耐克已经开始遏制或减少这种做法，但他们仍然在监管不力的地区进行业务的工厂继续雇佣童工。2001年，英国广播公司的纪录片揭露了耐克在柬埔寨设立的工厂，存在雇佣童工的现象和恶劣的工作条件。纪录片中提到，六名女孩在工厂每周工作7天，每天工作16个小时。

### 中国市场销售产品“中外有别”事件
2011年9月6日，职业打假人王海发布了一篇名为《Nike减配版篮球鞋忽悠中国大陆消费者》的博客文章。文章指出，耐克2011年发布的ZOOMHYPERDUNK篮球鞋，在中国大陆的价格为1299元人民币，同款鞋在美国售价为125美元，折合人民币800元。此外，文章还指出，在美国销售的同款鞋有两个ZOOM气垫，而在中国销售的该款鞋却只有一个气垫，但在产品宣传稿中仍然是两个气垫。随后王海已经将耐克在中国销售减配篮球鞋并且涉嫌欺骗消费者的行为向北京市工商行政管理局西城区分局举报，并表示购买此款鞋的消费者可以要求退货和双倍赔偿。翌日，耐克公司表示该款篮球鞋已经下架。9月9日，耐克已就该事件向中国消费者表示歉意。
2017年3月15日，中国中央电视台3·15晚会再度曝光耐克的运动鞋存在“中外有别”行为。报道称，耐克于2016年4月发布的一款限量版NBA球星在2008年北京奥运会夺冠时所穿的篮球鞋复刻版，其宣称带有拥有专利的zoom air气垫，但实际使用的是实心橡胶底。事件发生后，耐克公司起初表示公司所销售的涉事产品实际并不存在气垫，并拒绝依据中国的《消费者权益保护法》对消费者进行三倍赔偿。3月17日，耐克中国发布官方声明，决定全额退款并赔偿4500元人民币。

### 中国工厂罢工
2014年4月在东莞市台资裕元集團的一家鞋厂里爆发中国最大的罢工之一。该工厂也为耐克生产。裕元集團每月扣押工人250元。裕元集團的平均月薪为3000元，共有雇员约7万人。克扣工资的做法在该集团持续了近20年。

### Off-White合作系列
Off-White於2019ss女裝系列以「Track & Field」為主題，系列當中就包括了與Nike合作訂製的產品。而系列當中的其中一個設計就是以Nike swoosh logo襪子縫製而成的衣服，被指出與Instagram Blogger miniswoosh 改造的Nike swoosh logo製成品極之相似。2019出品男鞋以及男装 air Jordan off white 联名款鞋
2019年10月，据英国《泰晤士报》报道，多位马拉松选手联合向国际田联和运动诚信组织投诉，称耐克“Zoom Vaporfly”跑鞋让“马拉松失去了公平竞争”。前意大利马拉松冠军Gianni Demadonna联合其他19名马拉松选手表示“耐克跑鞋能让马拉松精英选手快2分钟，如今马拉松的成绩变得太快了，甚至很多老人穿着它，都不断创造PB。”国际田径联合会其后回应称，已经成立工作组来具体探讨这个问题。

### 天堂文件
2017年11月5日一些列被称为天堂文件的关于离岸投资的电子文件被公开，其中的数据显示耐克是使用离岸公司逃税的公司之一。
毅柏律师事务所的文件细致地描述了耐克通过把Swoosh商标转让给它在百慕大的子公司的方法提高其税后盈利的。这个装让使得耐克在荷兰希爾弗瑟姆的欧洲分公司向耐克在百慕大的分公司缴纳商标使用费，把耐克在欧洲的应该交税的盈利改变为在避稅港百慕大的盈利。实际上这些子公司全部受耐克总裁指挥，甚至于他拥有在百慕大子公司的印章，但是在税收上它们只在百慕大交税。耐克在欧洲不交税。只有在一个与此无关的美国税务法庭中短暂提到在2010年、2011年和2012年耐克欧洲向耐克百慕大一共交了38.6亿美元商标费。耐克与荷兰政府达成协议。2014年耐克结束逃税做法，把百慕大的知识产权装让给荷兰的一个子公司。在荷兰的子公司的盈利被加在总公司的盈利中。 但是假如子公司不在荷兰的话就不必上税了。

### 科林·卡佩尼克
2018年9月耐克与前美式足球四分卫科林·卡佩尼克签署长期广告合同。科林·卡佩尼克尤其以在赛前演奏美国国歌时跪地出名。据雅虎体育的罗宾逊报道耐克与卡佩尼克从2011年起就签有合同。他们重新签约的原因之一是因为“其它制鞋公司的兴趣”。罗宾逊报道说新条约包括“广泛认可”，卡佩尼克将拥有包括鞋、衣着、球衣等等的自己的品牌。据罗宾逊卡佩尼克签了一份“明星”合同，使得他与“顶级球星”上升到同一级别，可以获得每年上百万的收入。一些人因此把他们自己的耐克衣服烧掉，或者把衣服上的标志切下来。美国警察同业会称这个合同是“冒犯”。勒布朗·詹姆斯、塞雷娜·威廉姆斯和全国黑人警察协会等其他人则赞扬耐克的做法。奥沙克学院则决定不再使用耐克球衣。
此后一星期里虽然耐克的网上销售与一年前相比提高了27%，但是耐克的股票下跌2.2%。此后3个月里耐克汇报销售量上升。
2019年7月耐克发行了一双名为Air Max 1 7月4日快击训练鞋的运动鞋，上面有贝特西·罗斯旗的图案。这款鞋是设计庆祝美国独立日的。科林·卡佩尼克和其他人认为这面旗帜与奴隶制有关，因此耐克抽回了一个品牌。
亞利桑那州共和党州长道格·杜瑟和德克萨斯州共和党参议员泰德·克鲁兹批评耐克抽回品牌的决定。尽管反誹謗聯盟决绝把这面旗帜列入其“仇恨象征”的数据库内，因为这面旗帜被白人民族主義者使用，因此耐克的决定受其他人表扬。

### 香港示威
美国副总统迈克·彭斯指责耐克“与中国共产党并肩窒息言论自由”。他说休斯敦火箭总经理达雷尔·莫雷在Twitter上表示支持香港反對逃犯條例修訂草案運動遭中国政府指责后耐克把休斯顿火箭的广告从其中国商店中移除。他说耐克“称自己是社會正義冠军，但是在香港问题上它决定拒社会良知于门外”。

### Vaporfly跑鞋
2020年1月31日世界田径联合会发表关于在2020年夏季奥林匹克运动会允许使用的鞋的新规定。这些更新的规定是对耐克Vaporfly跑鞋批评的反应。Vaporfly约从2017年、2018年间开始上市。这些批评认为穿这些鞋的运动员对比不穿它们的运动员有不公正的优势，一些批评家把它称为一种“技术毒品”。耐克资助的研究说这些鞋可以提高4.2%的效率。测试这些鞋的运动员说它们可以减轻腿痛。体育技术家认为这是因为鞋垫里的泡沫材料和碳纤维能够吸收能量并“向前反弹运动员”。一些运动员、科学家和粉丝把Vaporfly与2008年的鯊魚皮游水衫做比较。
新规定最主要的更改是对这些批评的反应。其中包括“鞋底不能厚于40毫米”，以及“不论这个层或面穿透整个鞋底还是仅仅组成鞋的一部分，鞋不能包含一层以上的板或面（不论什么材料）。这块板可以由多个部分组成，但是这些部分能位于不同层（不论是否交叉）或者交叉。”鞋的组成部分不仅仅是新规定唯一的大更改。从2020年4月30日开始“所有在比赛中使用的鞋必须至少在赛前4个月里（在网上或商店里）可以被所有运动员买到”。世界田径联合会在发表新规定前考察了Vaporfly鞋并说“独立研究结果说明在这些跑鞋里的新技术可能导致结果上升”，联合会建议继续研究“来证实这个技术的真正效应”。

### 抵制新疆棉花事件
2021年3月24日，中國大陸網民發現耐克於2021年以前曾在其英文官網上發表的一篇標題為“耐克對於新疆的聲明”（NIKE STATEMENT ON XINJIANG）的文章，耐克公司刊登“对于新疆声明”措辭十分低調，僅於英文官网（purpose.nike.com）公告，稱“我們重視在新疆維吾爾自治區存在的有關於強迫勞動的報道。耐克沒有使用新疆維吾爾自治區出產的原材料進行生產製造，也已與合作的供應商確認，確保他們不會向我們提供來自該地區的紡織品、紡紗線”。在中國大陸網絡上，大量網民對該聲明表示反對，並有大量抵制的聲音。“耐克”亦一舉衝上新浪微博熱搜榜第一。翌日，中国大陆艺人王一博、谭松韵所属经纪公司宣布终止与耐克品牌一切合作。其實該文件已經存在了一段時間，因屏蔽了来自中国大陆的IP地址而无法在中国大陆正常访问，不過事件延燒後有关声明并未从网站撤除，另方面，耐克同時面對來自西方的批評，耐克仍未退出中國銷售市場，也未見其回應指責新疆狀況。

### 撒旦鞋事件
2021年3月29日，美国嘻哈歌手利尔·纳斯·X与纽约一艺术家团体MSCHF合作制作了一双改变的耐克Air Max 97鞋，称之为撒旦鞋。这双鞋是红白色，上面有青铜的五角星标志，引用圣经路加福音的句子10：18，“含有66cc和一滴人血”。这双鞋一共只生产了666双，售价每双1018美元。耐克立刻表示他们与这些鞋的创造和推销无关，也不支持利尔·纳斯·X和MSCHF。耐克在纽约联邦法院向MSCHF提起诉讼控告MSCHF违反商标，诉讼目的是为达到禁止这款鞋的销售。4月1日一名联邦法官决定到最终判决为止暂时禁止这款鞋的订货和销售。

## 环境记录
2007年一个基于新英格兰的环保组织到耐克列入最气候友好的3个公司（一共56个）之一。其它环保组织也因为耐克的Nike Grind材料使用回收材料对公司做出好评。
从1993年开始耐克开始研究重用一只鞋的项目。这个项目是耐克为时最长的项目，它重新加工和回收所有旧运动鞋，对环境和社群都有好处。回收的材料被用来生产新体育地面如篮球场、跑道和游戏场。
2008年初耐克发表了一个广告，其中篮球明星史蒂夫·纳什穿耐克的垃圾鞋打球。这双垃圾鞋是2008年2月使用工厂生产时的皮革和人造皮革边角料制作的。此外这双鞋的鞋底是用回收的橡皮做的。耐克称这是第一双使用生产废料制作的高效益篮球鞋，但是它一共只生产销售了5000双。
2008年北卡罗来纳大学教堂山分校的学者发现在泰国的一家鞋厂里工人与异氰酸酯和其它化学物质发生接触。除吸入外最大的问题是皮肤接触。这会导致过敏反应如哮喘。

### 水污染
2011年7月环保组织绿色和平发表了一份报告，报道为耐克提供商雅戈爾的一家大衣着工厂向长江释放水污染。报告发表後耐克以及愛迪達、PUMA和一些在报告中被提到的其它品牌宣布到2020年为止将完全停止向长江排放危险化学物质。但是2016年7月绿色和平发表的一份后续报告说耐克“没有负起自己的责任”来消灭有害化学物质，耐克没有采取特别措施来摆脱其自己的全氟化合物。“耐克没有保证它的供应商报告它们的危险物质排放数据也没有保证会（要求其供应商提供数据）。”

## 营销战略
耐克通过贊助知名运动员、职业球队和大学体育队为它的产品做广告。

### 广告
1982年耐克在紐約馬拉松转播中首次播放了3个广告。坎城广告节1994年和2003年两次把耐克评选为年度广告，耐克是第一个两次获得这个荣誉的公司。
2000年和2002年耐克还获得艾美奖最佳广告奖。2000年获奖的广告是一个幽默的表演，它的内容是假如所有2000年问题预告的事件发生的话那么2000年1月1日早上一名跑步者会面临什么样的事情。2002年的广告显示了多名著名和普通运动员追求不同成就的故事。

#### 披頭四樂隊的歌
1987年耐克不顾披頭四樂隊录音公司苹果唱片的反对在一个广告里使用了披頭士樂隊的歌《革命》。当年耐克向披头四乐队在北美的版权拥有公司支付25万美元获得使用该歌一年的权利。同年苹果唱片控告耐克以及版权所有公司要求1500美元补偿。版权公司则反驳说这个控告“毫无理由”因为“苹果录音的股份持有人和经理之一小野洋子主动支持和勉励”使用该歌。
1988年3月耐克停止在广告里使用这首歌。小野洋子后来还同意耐克在广告中使用约翰·列侬的另一首歌。

#### 新媒体行销
耐克很早就使用數位行銷和电邮行销技术，使用广播和窄播通讯技术来制作多媒体行销活动。

#### Minor Threat广告
2005年6月Dischord唱片的老板、Fugazi的吉他手、朋克乐队Minor Threat的歌手伊恩·麦凯指责耐克为耐克滑板2005年东海岸展示巡回展做的传单里盗用了Minor Threat1981年唱片里的图案和文字。
6月27日耐克滑板网站发表声明表示向乐队及其粉丝致歉，并宣布他们试图把所有传单收回和消灭。他们说设计这个传单的人们本身是滑板爱好者和Minor Threat的粉丝，他们是出于对该乐队的热爱和奉献设计了这份传单。双方最后在法庭外达成协议。

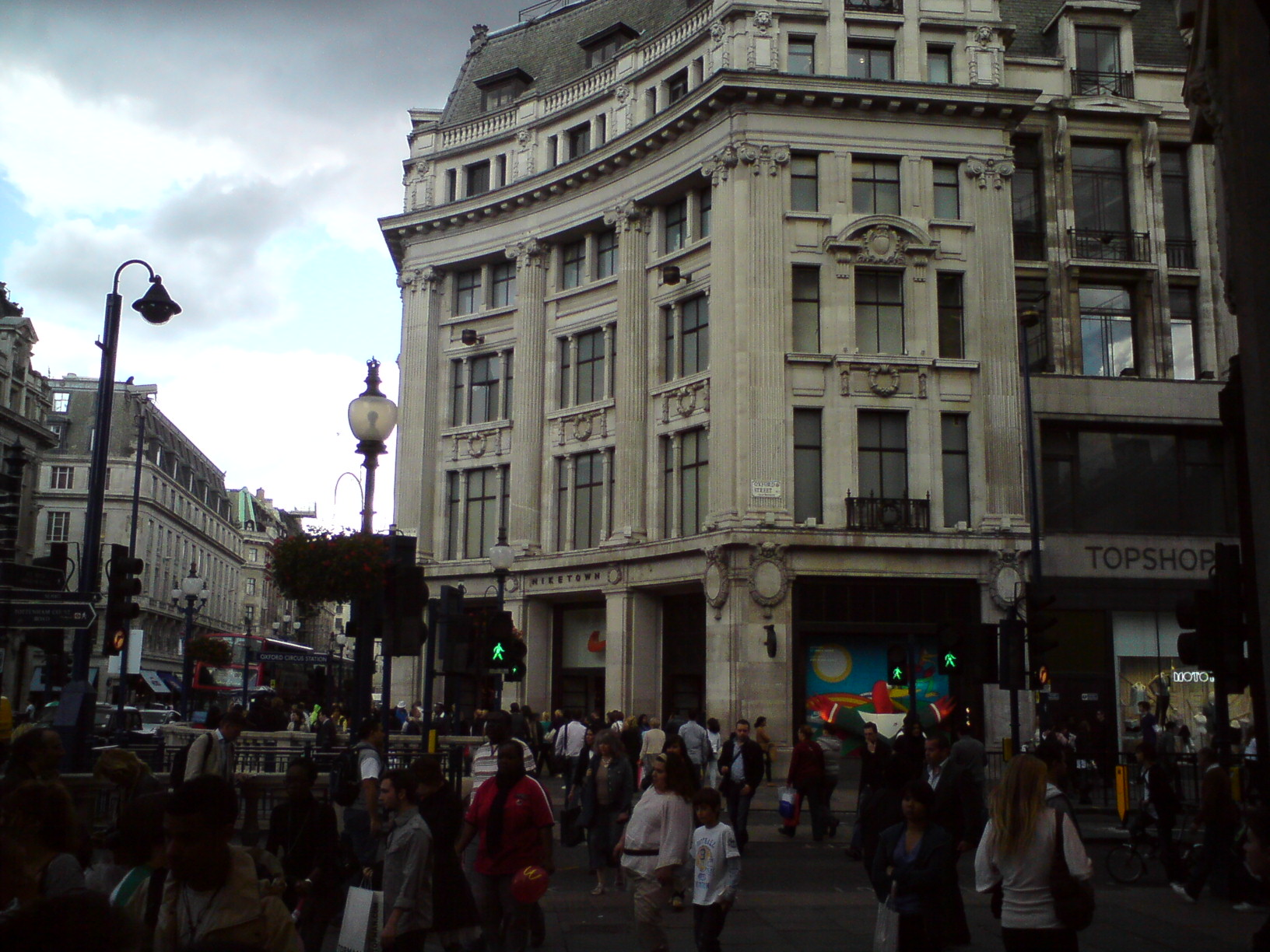
位于伦敦牛津圆环的耐克城

#### 耐克6.0
耐克在它的6.0运动中引入一系列T恤衫，上面印有即被运动员又被吸毒者使用的双关语。波士顿市长湯瑪斯·曼尼諾在市内的耐克城看到其橱窗里展示的T恤后表示反对，并要求商店把这些T恤从橱窗移除。曼尼諾对《波士頓先驅報》说：“我们不需要一个像耐克这样希望吸引年轻人的大公司来鼓吹吸毒。”一名公司官员说这些T恤是对极限运动的赞美，耐克不支持非法使用毒品。耐克被迫撤回这些T恤。

### NBA球衣合同
2015年6月耐克与NBA签署合同从2017/18年赛季开始在此后8年里称为联赛的官方球衣提供商。耐克取代从2006年开始为NBA提供球衣的愛迪達。与以前的合同不同的是耐克的标志出现在球衣上。这对NBA来说是第一次。唯一的例外是耐克长期受赞助者迈克尔·乔丹拥有的夏洛特黃蜂，他们的球衣上印的是飛人佐敦的标志。

## 市場主要競爭對手
耐吉的市場對手有：
- Adidas
- Asics
- Converse
- Fila
- Mizuno
- New Balance
- Puma
- Reebok
- Under Armour
- Vans

## 与俄勒冈大学的关系
耐克与俄勒冈大学保持直接的和通过菲爾·奈特的关系形成的联系。耐克为俄勒冈大学橄榄球队设计球衣。每次比赛他们都穿独特的组合。为俄勒冈大学重新设计标志的汀克·哈特菲尔德也是球衣设计的指导。
近年来耐克向俄勒冈大学捐赠1350万美元来维修和扩建海沃德球场。
菲爾·奈特为大学的体育系统捐赠了大数额的私人钱财。他为大学提供的贡献也包括耐克设计师和经理人员如汀克·哈特菲尔德提供的建议。

## 社会运动
2012年耐克与其它品牌如美國運通、匡威等一起被列为Product Red伙伴。这个运动的目的在于防止母亲把HIV传染给孩子。运动的口号是“为没有艾滋病的一代奋斗”。耐克在运动中的目标是募捐来赞助受艾滋病影响严重地区的教育和医疗协助。
2022年4月10日起，耐克体育（中国）有限公司通过上海联劝公益基金会陆续向援沪医疗队以及坚守在工作岗位的在沪保供人员捐赠了一系列抗疫物资，支援上海抗疫。

## 社群项目
耐克社群大使项目让其全球职员在他们各自的社群里做共享。3900多名耐克商店的职员在他们的社群里教授孩子更加活跃和健康的生活方式。

## 外部連結
- 官方商店 （页面存档备份，存于）（選擇您的位置）
- 官方商店美國 （页面存档备份，存于）
- 官方商店香港 （页面存档备份，存于）
- 官方商店日本 （页面存档备份，存于）
- 官方商店韓國 （页面存档备份，存于）
- 官方商店中國 （页面存档备份，存于）
- 官方商店台灣 （页面存档备份，存于）
- Nike的Instagram帳戶 （页面存档备份，存于）
- Nike Run Club的Instagram帳戶 （页面存档备份，存于）
- Nike Court的Instagram帳戶 （页面存档备份，存于）
- Nike Women的Instagram帳戶 （页面存档备份，存于）
- Nike的X（前Twitter）
- Nike Court的X（前Twitter）
- Nike的Facebook專頁 （页面存档备份，存于）
- Nike Court的Facebook專頁 （页面存档备份，存于）
- Nike Women Taiwan的Facebook專頁 （页面存档备份，存于）
- Nike的YouTube頻道 （页面存档备份，存于）
- 《The Swoon of the Swoosh》，Timothy Egan （页面存档备份，存于）登在《The New York Times Magazine》，1998年9月13日